# Парламентарни избори у Краљевини Србији 1898.
Указом од 17 априла 1897 одређено је да се избори за Народну скупштину у целој земљи изврше 23. маја за трогодишњи скупштински период од 1897—1899. Политичке странке донеле су одлуку да изађу на ове изборе самостално или фузионисане са другим странкама. Тако је Либерална странка изашла на изборе у заједници са напредњацима који су, иако је њихова странка била формално распуштена, нашли за потребно да развију акцију у народу. Народна радикална странка, после извесног колебања и кад је било јасно да се не може постићи заједничко иступање свих странака на изборима, изашла је са чисто партијским листама. Требало је да буде изабрано 194 посланика, a једна трећина тога броја могла се именовати указом. Резултат избора дао је већину Либералној странци; јаку мањину добили су напредњаци, a Народна радикална странка добила је на овим изборима само један мандат. Именовани посланици били су такође у већини присталице Либералне странке. По свршеним изборима Скупштина је сазвана за минулу 1897, y ванредни сазив за 17. јуни у Ниш; нешто доцније, она је Краљевим указом сазвана у редован сазив за 1898.